# Ctenioschelus goryi
Ctenioschelus goryi är en biart som först beskrevs av Romand 1840.  Ctenioschelus goryi ingår i släktet Ctenioschelus och familjen långtungebin. Inga underarter finns listade i Catalogue of Life.